# Machetis
Machetis is een geslacht van vlinders van de familie sikkelmotten (Oecophoridae), uit de onderfamilie Oecophorinae.

## Soorten
- M. aphrobola Meyrick, 1884
- M. delotypa Turner, 1941
- M. diamochla Turner, 1941
- M. eudmeta Turner, 1917
- M. laticincta Turner, 1917
- M. mesoplaca Turner, 1941
- M. plagiozona Turner, 1917
- M. serpentigera Turner, 1941
- M. versatrix Meyrick, 1914